# Symphurus fasciolaris
Symphurus fasciolaris är en fiskart som beskrevs av Gilbert 1892. Symphurus fasciolaris ingår i släktet Symphurus och familjen Cynoglossidae. IUCN kategoriserar arten globalt som livskraftig. Inga underarter finns listade i Catalogue of Life.